# Subsolo

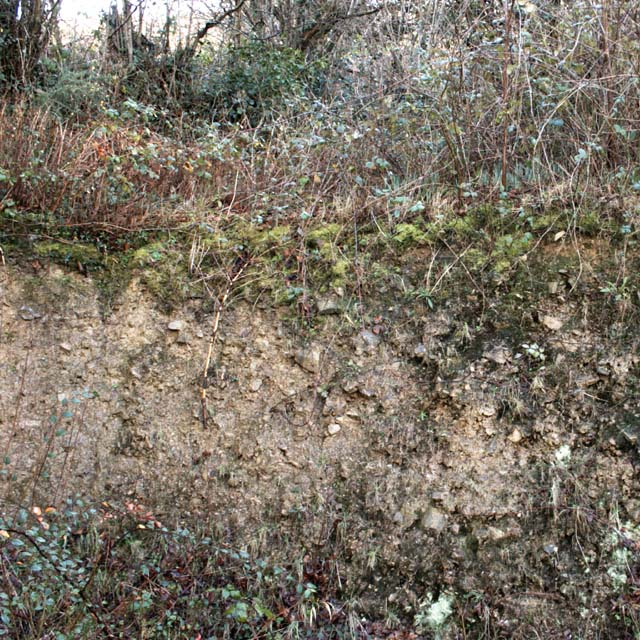
Subsolo de Culm de Devon: É o que se encontra sob seus pés nesta parte de Devon. O subsolo é muito pedregoso e bem drenado, com uma camada superficial fina, porém fértil, com alto teor de argila. Este talude foi escavado em uma encosta bastante íngreme. Na agricultura, este tipo de terra é usado principalmente para pastagem ou silvicultura.

Subsolo é a camada da crosta terrestre que fica abaixo do solo. No subsolo encontramos muitas riquezas minerais como ouro, prata, cobre, pedras preciosas, entre outros.
Encontramos dois importantes combustíveis: o carvão mineral e o petróleo. Abaixo do subsolo encontra-se uma camada sólida de rocha que, entre outras coisas, protege toda água contida em camadas.
Para retirar a água do subsolo é preciso cavar um poço até atingir um lençol de água subterrânea. O subsolo é formado por rochas que estão em processo de alteração, ou seja, ainda não foram completamente transformadas. Mas o trabalho nessas minas não é seguro. Precisa de cuidados especiais com os mineradores.
Alguns animais como a formiga e a minhoca, são fundamentais para o subsolo pois elas cavam a terra permitindo a passagem do ar. O subsolo é a transformação da rocha mãe.